# Mansholter Holz und Schippstroth an der Nutteler und Bokeler Bäke
Das Mansholter Holz und Schippstroth an der Nutteler und Bokeler Bäke ist ein Naturschutzgebiet in der Gemeinde Wiefelstede im Landkreis Ammerland.
Das Naturschutzgebiet mit dem Kennzeichen NSG WE 279 ist 175 Hektar groß. Es ist nahezu vollständig Bestandteil des FFH-Gebietes „Mansholter Holz, Schippstroth“. Das Naturschutzgebiet besteht aus zwei Teilflächen, die durch eine Teilfläche des Landschaftsschutzgebietes „Bäkental der Halfsteder, Bokeler und Nutteler Bäke einschließlich randlicher Waldflächen Mansholter Holz und Schippstroth“ miteinander vernetzt sind. Das Gebiet steht seit dem 11. August 2012 unter Naturschutz. Zuständige untere Naturschutzbehörde ist der Landkreis Ammerland.
Das Naturschutzgebiet liegt südlich von Wiefelstede im Naturraum Ostfriesisch-Oldenburgische Geest. Es stellt Teile der Laubwälder Mansholter Holz und Schippstroth unter Schutz. Die Waldbereiche zeichnen sich durch einen hohen Anteil an Alt- und Totholz aus. Das Mansholter Holz wird von den naturnahen Geestbächen Bokeler Bäke und Nutteler Bäke mit zahlreichen Nebenbächen durchflossen. Die Bäche haben Prall- und Gleitufer ausgebildet und verfügen über eine sandige und kiesige Gewässersohle. Beide Bäche werden von Gehölzen gesäumt bzw. durchfließen nasse Wiesenflächen. Die Waldgesellschaften stellen sich als Erlen-Eschenwald entlang der Bachläufe sowie feuchten Eichen-Hainbuchenwald und Eichenmischwälder sowie Buchenwald in den trockeneren Lagen dar. Weiterhin sind Stillgewässer und Niedermoorsumpfbereiche mit Großseggenrieden sowie Hochstaudenfluren zu finden.